# هیت ویو
هیت ویو (به انگلیسی: Heat Wave) با نام اصلی میک روری، یک شخصیت خیالی ضدقهرمان و ابرشرور در کتاب‌های کامیک آمریکایی منتشر شده توسط دی‌سی کامیکس است که عموماً به عنوان دشمن شخصیت فلش، و در کنار کاپیتان کلد یکی از اعضای گروه خودسرها محسوب می‌شود. این شخصیت توسط نویسنده جان بروم و طراح کارمین اینفانتینو خلق شده‌است؛ که برای نخستین بار در شمارهٔ ۱۴۰ از مجموعه فلش (نوامبر ۱۹۶۳) حضور پیدا کرد.
دامینیک پرسل در مجموعه‌های تلویزیونی فلش و افسانه‌های فردا شبکهٔ دابلیو سی، نقش میک روری/هیت ویو را ایفا می‌کند. میک روری بعدها عضو گروه افسانه‌ها می‌شود و دنیا و تاریخ را با آن‌ها نجات می‌دهد.